# Jackie Hollywood
Jackie Palatnikov (nacida el 2 de junio de 1989), más conocida por su nombre artístico Jackie Hollywood, es una rapera, entrevistadora, modelo y YouTuber estadounidensede San Francisco, California.

## Historia

### Vida personal
Jackie Hollywood, nombre de nacimiento "Jackie Palatnikov" 2 de junio de 1989. Nació y se crio en la ciudad de San Francisco, California. Ella es la primera de su familia en nacer en los Estados Unidos, ya que su familia es de Rusia. También pasó algunos años viviendo en Los Ángeles, y recibió el apodo de «Hollywood» en la escuela. Dados sus orígenes, Hollywood habla ruso con fluidez. Se graduó de la Universidad Estatal de San Francisco y tiene una licenciatura en radiodifusión.

## Carrera
Hollywood ha trabajado para la estación de radio KMVQ-FM, también ha conducido su propio programa llamado WildFire TV, y ha entrevistado a personalidades como: Austin Mahone, Jonah Hill, Pitbull (rapero), Kel Mitchell, Selena Gomez, Antonio Banderas y Salma Hayek, entre otros.
Hollywood también es conocida en el mundo del modelaje y por su canal de YouTube, creado hace unos años, en el cual, se ha ganado la fama como rapera.

## Discografía
- "Cookies" (2017)

- "Off Me" (2019)

- "The Party Song" (2019)

- "Jameson and Weed" (2020)

- "Dumb Like" (2020)